# Yessica Salazar
Yessica Salazar González (Guadalajara, Jalisco; 28 de diciembre de 1974) es una productora, ex actriz, conductora y modelo mexicana, anteriormente reina de belleza, representante del estado de Jalisco en el concurso Nuestra Belleza México 1996 ganando el título de Nuestra Belleza Mundo México 1996.

## Biografía
Yessica Salazar González Desde pequeña mostró un gran interés por la actuación y el modelaje. En 1996 a la edad de 21 años se le dio la posibilidad de ser Nuestra Belleza Jalisco y concursar en Nuestra Belleza México 1996. En su carrera de Actriz ha participado en más de 20 telenovelas, en cine y obras de teatro.

## Carrera en el modelaje

### Nuestra Belleza Mundo México 1996
En septiembre de 1996 en Xcaret, Quintana Roo, México, se llevó a cabo la competencia semifinal con un show en vivo titulado «Nuestra Belleza México: Camino a Miss Mundo» en el que se anunció el ganador del título de Nuestra Belleza Mundo México y representó a su país en Miss Mundo 1996.

### Nuestra Belleza Mundo México.
| Resultado final                   | Delegada                              |
| --------------------------------- | ------------------------------------- |
| Nuestra Belleza Mundo México 1996 | - Jalisco - Yessica Salazar           |
| Suplente / 1era finalista         | - Veracruz - Ileana Fomperosa         |
| 2nda finalista                    | - Distrito Federal - Ivette Benavides |
| 3ra finalista                     | - Chihuahua - Banelly Carrasco        |
| 4ta finalista                     | - Querétaro - Iveth García            |

### Miss Mundo 1996
El 23 de noviembre de 1996 en Bangalore, India se llevó a cabo el concurso número 46 de Miss Mundo donde 87 delegadas del mundo compitieron por la corona de Jacqueline Aguilera ganado por la griega Irene Skliva, la modelo fue sexta en la ronda de eliminación y se llevó el premio de Spectacular Beach Wear
| Resultado final      | Participante |
| -------------------- | --- |
| Miss World 1996      | - Grecia - Irene Skliva |
| 1era finalista       | - Colombia - Carolina Arango |
| 2nda finalista       | - Brasil - Anuska Valéria Prado |
| Top 5 Finalistas     | - India - Rani Jeyraj - Venezuela - Ana Cepinska |
| Top 10 Semifinalists | - Aruba - Afranina Henriquez - Bélgica - Laurence Borremans - República Dominicana - Idelsa Núñez - México - Yessica Salazar - Sudáfrica - Peggy-Sue Khumalo |

En sus más de 20 años de carrera como modelo ha realizado importantes desfiles de moda, portadas de revistas, comerciales y videos musicales.

## Cine
- Como tú me has deseado (2005)

## Telenovelas
- Como dice el dicho (2015) - Laura (Episodio: Un padre supone más...)
- Quiero amarte (2014) - Carolina Rivera
- Corazón indomable (2013) - Delia
- Esperanza del corazón (2011-2012)- Regina Fereira
- Camaleones (2009-2010) - Catalina de Saavedra
- Verano de amor (2009) - Giovanna Reyes
- Heridas de amor (2006) - Marisol
- Rebelde (2004–2005) - Valeria Olivier
- Clase 406 (2003) - Brenda de San Pedro
- Tu historia de amor (2003) - Sara
- El juego de la vida (2001-2002) - Carola Lizardi
- La intrusa (2001) - Tania Rivadeneyra
- Mujer bonita (2001) - Nelly
- Mi destino eres tú (2000) - Lulú
- DKDA: Sueños de juventud (2000) - Christy / Cristi Bordona
- Serafin (1999) - Marcela Fernández
- Tres mujeres (1999) - Esther
- Rosalinda (1999) - Pamela Iturbide
- Cuento de navidad (1999)
- La usurpadora (1998) - Isabel Vidal